# Gabriela Soukalová
Gabriela Soukalová, von 2016 bis 2021 verheiratete Koukalová (* 1. November 1989 in Jablonec nad Nisou) ist eine ehemalige tschechische Biathletin. Sie ist zweifache Weltmeisterin, zweifache Medaillengewinnerin bei Olympischen Spielen und sie gewann in der Saison 2015/16 den Gesamtweltcup.

## Sportliche Karriere

### Erste Erfolge (bis 2012)
Gabriela Soukalová startete für Jiskra Josefův Důl und den SKP Kornspitz Jablonec. Seit ihrer Kindheit wurde sie von ihren Eltern Gabriela Svobodová (erfolgreiche ehemalige Skilangläuferin und Gewinnerin einer olympischen Silbermedaille) und Karel Soukal trainiert. 2008 trat sie erstmals international an. Bei den Junioren-Weltmeisterschaften in Ruhpolding belegte sie Rang 36 im Einzel, 37 im Sprint und 22 in der Verfolgung. Besser verliefen die Junioren-Weltmeisterschaften 2009 in Canmore, wo Soukalová 8. im Einzel wurde, 15. in Sprint und Verfolgung und mit Veronika Vítková sowie Veronika Zvařičová den Titel im Staffelwettbewerb gewann. In Ufa war bei der Junioren-EM ein 7. Rang im Einzel bestes Ergebnis, zudem wurde Soukalová 19. des Sprints und 20. der Verfolgung. Ein drittes Mal trat sie in Torsby bei einer Junioren-WM an und belegte dort Platz 13 im Einzel, 14 im Sprint und 10 in der Verfolgung. Mit der Staffel erreichte die Vorjahressiegerin jedoch nur Rang acht.
In Nové Město na Moravě gab sie 2009 ihr Debüt im IBU-Cup und erreichte Platz 47 im Sprint. In Obertilliach erreichte sie 2010 mit Rang sechs in einem Sprint ihr bis dahin bestes Ergebnis. Noch im selben Jahr trat sie in Hochfilzen erstmals im Biathlon-Weltcup an und erreichte den 99. Platz des Sprintrennens. In Ruhpolding lief sie gemeinsam mit Veronika Vítková, Magda Rezlerová und Zdeňka Vejnarová im Staffelrennen auf den sechsten Platz. Zum bisherigen Höhepunkt der Karriere wurde die Teilnahme an den Olympischen Winterspielen 2010 in Vancouver, wo Soukalová 60. des Einzels wurde und im Staffelrennen mit Vítková, Rezlerová und Vejnarová als 16. einen eher enttäuschenden Platz erreichte. Nach den Spielen erreichte sie am Holmenkollen in Oslo den 52. Rang im Sprint, zum Saisonfinale in Chanty-Mansijsk bei der Mixed-Staffelweltmeisterschaft mit Barbora Tomešová, Michal Šlesingr und Jaroslav Soukup Platz 7. Bei den Weltmeisterschaften 2011 in Chanty-Mansijsk erreichte Soukalová mit den Rängen 47 im Einzel, 25 im Sprint, 22 in der Verfolgung und 11 mit der Staffel gute Ergebnisse.

### Internationaler Durchbruch (2012 bis 2015)
Die Saison 2012/13 brachte Soukalovás internationalen Durchbruch in die Weltspitze. Bereits am Anfang der Saison zeigte sich die gesamte tschechische Mannschaft in guter Form und sicherte sich im ersten Rennen der Saison, der Mixed-Staffel im schwedischen Östersund, den dritten Platz. Nach mehreren Platzierungen unter den besten 20 gewann Soukalová beim Sprint auf der Pokljuka nach einem fehlerfreien Schießen ihr erstes Weltcuprennen. In der anschließenden Verfolgung blieb sie ebenfalls fehlerfrei, musste sich jedoch der überaus laufstarken Miriam Gössner geschlagen geben, die trotz zwei Sekunden Rückstand aus dem Sprint und fünf Schießfehlern Soukalová knapp auf den zweiten Platz verwies. Am Folgetag erreichte Soukalová mit zwei Schießfehlern hinter Tora Berger und Miriam Gössner den dritten Platz im Massenstart. Bei den Wettkämpfen in Oberhof hinderte sie eine Grippe an der Teilnahme. Bei den Wettkämpfen in Ruhpolding erreichte sie ohne Schießfehler einen elften Platz im Sprint, während sie mit insgesamt sechs Schießfehlern im Massenstart nur als letzte Läuferin ins Ziel kam. Bei ihren Heimweltmeisterschaften in Nové Město na Moravě erreichte sie gemeinsam mit Veronika Vítková, Jaroslav Soukup und Ondřej Moravec hinter den Staffeln von Norwegen und Frankreich den dritten Platz. Auch in den Einzelrennen erreichte sie durchweg gute Resultate und platzierte sich immer unter den besten 20. Im Einzel belegte sie den 12. Platz, wurde 14. des Sprints, 20. der Verfolgung, 18. des Massenstartrennens und Staffel-Zehnte. Zum Saisonfinale in Chanty-Mansijsk konnte sie alle drei Weltcuprennen für sich entscheiden. Zuerst gewann sie den Sprint und später auch die Verfolgung und den Massenstart.
Die Siegesserie setzte Soukalová in der Saison 2013/14 fort. Zunächst gewann sie überraschend mit Veronika Vítková, Zdeněk Vítek und Ondřej Moravec den Saisonauftakt mit der Mixed-Staffel, wenig später auch das erste Einzel der Saison. Danach trug sie als Führende im Gesamtweltcup durchgehend das gelbe Trikot bis zu den Wettkämpfen in Oberhof. In Ruhpolding sicherte sie sich mit ihrem zweiten Sieg beim zweiten und letzten Einzelwettkampf der Saison den Gesamtweltcup in dieser Disziplin. Bei den letzten Weltcuprennen vor den Olympischen Spielen in Antholz brach ihr beim ersten Schießen im Sprint ein Teil des Verschlusses ihres Gewehrs. Als sie beim zweiten Schießen die Sicherheitsregeln am Schießstand verletzte, weil sie sich das Ersatzgewehr nach Anzeigen eines Problems durch Handzeichen nicht von einem Offiziellen zur Schießmatte bringen ließ, sondern die Gewehre selbst austauschte, wurde sie disqualifiziert und konnte deshalb auch am Verfolgungsrennen nicht teilnehmen. Bei den Olympischen Winterspielen 2014 in Sotschi gewann sie im Massenstart hinter Darja Domratschawa die Silbermedaille – 30 Jahre und zwei Tage nachdem ihre Mutter (damals noch unter ihrem Geburtsnamen Svobodová) bei den Olympischen Winterspielen 1984 die Silbermedaille mit der tschechoslowakischen Langlaufstaffel gewann. Gemeinsam mit Veronika Vítková, Jaroslav Soukup und Ondřej Moravec gewann sie zwei Tage später noch die Silbermedaille mit der Mixed-Staffel. Ihre gute Platzierung im Gesamt-Weltcup büßte sie nach den Olympischen Spielen endgültig ein, nachdem sie an den Wettkämpfen auf der slowenischen Pokljuka krankheitsbedingt nicht teilnehmen konnte. Bei den letzten Rennen dieser Saison konnte sie nicht mehr in den Kampf um den Gesamtweltcup eingreifen, ein dritter Platz im finnischen Kontiolahti war nach den Olympischen Spielen ihre beste Platzierung im Weltcup. Am Ende belegte sie den vierten Rang in der Gesamtwertung hinter Kaisa Mäkäräinen, Tora Berger und Darja Domratschawa. Bei den Weltmeisterschaften 2015 im finnischen Kontiolahti gewann sie zusammen mit Veronika Vítková, Ondřej Moravec und Michal Šlesingr die Goldmedaille in der Mixed-Staffel, im Einzelwettbewerb außerdem Silber.

### Gewinn des Gesamtweltcups (2015/16)
Nachdem Darja Domratschawa, die Siegerin des Gesamtweltcups des Vorjahres, die ganze Saison 2015/16 pausierte, galt Soukalová neben der Zweitplatzierten Kaisa Mäkäräinen sowie der bei den Weltmeisterschaften 2015 so erfolgreichen Marie Dorin-Habert als eine der Mitfavoritinnen in dieser Wertung. Nach einem Sieg von Dorothea Wierer im Eröffnungsrennen im schwedischen Östersund gewann sie das Sprintrennen und übernahm damit das Gelbe Trikot der Führenden im Gesamtweltcup. Dieses musste sie nach dem zweiten Platz von Dorin-Habert bei der Verfolgung im slowenischen Pokljuka für ein Rennen an ihre französische Konkurrentin abgeben. Mit dem zweiten Platz im Massenstartrennen setzte sie sich wieder an die Spitze der Weltcupgesamtwertung und verteidigte diese bis zum Ende der Saison. Im vorletzten Rennen des Winters, dem Verfolgungsrennen im russischen Chanty-Mansijsk, entschied sie die Gesamtwertung des Winters und die Verfolgungswertung für sich. Bis zu diesem Rennen war der elfte Platz in der Verfolgung bei den Weltmeisterschaften 2016 ihre schlechteste Platzierung des Winters und damit auch ihr einziges Ergebnis außerhalb der Top 10. Trotz dieser Konstanz, die sie sowohl in den Laufleistungen als auch am Schießstand zeigte, konnte sie überraschenderweise weder in den Einzelrennen noch in einem Staffelwettkampf bei den Weltmeisterschaften im norwegischen Oslo eine Medaille gewinnen. Mit zwei vierten und einem fünften Platz verfehlte sie die Medaillenränge in drei von vier Einzelrennen nur knapp. Beim letzten Weltcup des Winters im russischen Chanty-Mansijsk sicherte sie sich neben dem Gewinn des Sprint- auch den Verfolgungsweltcup und entschied im vorletzten Rennen der Saison die Wertung des Gesamtweltcups für sich. Nachdem das Massenstartrennen aufgrund starker Windböen abgesagt werden musste, wurde sie auch Gesamtsiegerin der Massenstartwertung.

### Gesundheitliche Probleme und Karriereende (2017 bis 2019)
In der Vorbereitung auf die Saison 2017/18 stellten sich bei Soukalová muskuläre Probleme ein, insbesondere in den Wadenmuskeln. Längere, harte Belastungen waren ihr nicht möglich, Starts im Weltcup erfolgten nicht. Auch ein geplanter Start im zweitklassigen IBU-Cup im Januar 2018 musste aus gesundheitlichen Gründen abgesagt werden. Ebenfalls im Januar kündigte Soukalová an, auf eine Teilnahme bei den Olympischen Winterspielen in Pyeongchang zu verzichten. Eine Entscheidung über die Zukunft ihrer sportlichen Karriere ließ sie zu diesem Zeitpunkt noch offen.
In der Saison 2018/19 ging Soukalová ebenfalls nicht an den Start, nicht nur wegen der Probleme mit der Achillessehne und der Wadenmuskulatur, sondern auch, wie sie selbst mitteilte, weil sie jahrelang unter Essstörungen litt, für die sie u. a. den hohen Leistungsdruck verantwortlich macht.
Am 28. Mai 2019 beendete sie ihre aktive Karriere.

## Privates
Am 16. Mai 2016 heiratete sie den tschechischen Badmintonspieler Petr Koukal und nahm seinen Nachnamen an. Im September 2020 ließ sich das Paar scheiden und im März 2021 kehrte Soukalová zu ihrem Geburtsnamen zurück.

## Statistik

### Weltcupsiege
| Nr. | Ort             | Datum             | Disziplin   |
| --- | --------------- | ----------------- | ----------- |
| 01  | Pokljuka        | 14. Dezember 2012 | Sprint      |
| 02  | Chanty-Mansijsk | 14. März 2013     | Sprint      |
| 03  | Chanty-Mansijsk | 16. März 2013     | Verfolgung  |
| 04  | Chanty-Mansijsk | 17. März 2013     | Massenstart |
| 05  | Östersund       | 28. November 2013 | Einzel      |
| 06  | Ruhpolding      | 10. Januar 2014   | Einzel      |
| 07  | Ruhpolding      | 12. Januar 2014   | Verfolgung  |
| 08  | Pokljuka        | 18. Dezember 2014 | Sprint      |
| 09  | Östersund       | 5. Dezember 2015  | Sprint      |
| 010 | Ruhpolding      | 16. Januar 2016   | Massenstart |
| 011 | Presque Isle    | 11. Februar 2016  | Sprint      |
| 012 | Presque Isle    | 12. Februar 2016  | Verfolgung  |
| 013 | Östersund       | 4. Dezember 2016  | Verfolgung  |
| 014 | Nové Město      | 18. Dezember 2016 | Massenstart |
| 015 | Oberhof         | 6. Januar 2017    | Sprint      |
| 016 | Oberhof         | 8. Januar 2017    | Massenstart |
| 017 | Hochfilzen (WM) | 10. Februar 2017  | Sprint      |

| Nr. | Ort              | Datum             | Disziplin       |
| --- | ---------------- | ----------------- | --------------- |
| 01  | Östersund        | 24. November 2013 | Mixed-Staffel 1 |
| 02  | Oberhof          | 7. Januar 2015    | Staffel 2       |
| 03  | Ruhpolding       | 14. Januar 2015   | Staffel 2       |
| 04  | Oslo             | 15. Februar 2015  | Staffel 2       |
| 05  | Kontiolahti (WM) | 5. März 2015      | Mixed-Staffel 3 |
| 06  | Presque Isle     | 13. Februar 2016  | Staffel 4       |

### Biathlon-Weltcup-Platzierungen
Die Tabelle zeigt alle Platzierungen (je nach Austragungsjahr einschließlich Olympische Spiele und Weltmeisterschaften).
- 1.–3. Platz: Anzahl der Podiumsplatzierungen
- Top 10: Anzahl der Platzierungen unter den ersten zehn (einschließlich Podium)
- Punkteränge: Anzahl der Platzierungen innerhalb der Punkteränge (einschließlich Podium und Top 10)
- Starts: Anzahl gelaufener Rennen in der jeweiligen Disziplin
- Staffel: inklusive Mixed- und Single-Mixed-Staffeln

| Platzierung | Einzel | Sprint | Verfolgung | Massenstart | Staffel | Gesamt |
| ----------- | ------ | ------ | ---------- | ----------- | ------- | ------ |
| 1. Platz    | 2      | 7      | 4          | 4           | 6       | 23     |
| 2. Platz    | 2      | 3      | 4          | 3           | 4       | 16     |
| 3. Platz    | 1      | 2      | 2          | 3           | 5       | 13     |
| Top 10      | 10     | 24     | 20         | 16          | 26      | 96     |
| Punkteränge | 12     | 36     | 35         | 21          | 37      | 141    |
| Starts      | 17     | 49     | 38         | 21          | 37      | 162    |

### Olympische Winterspiele
Ergebnisse bei Olympischen Winterspielen:
| Olympische Winterspiele | Olympische Winterspiele | Einzel | Sprint | Verfolgung | Massenstart | Staffel | Mixedstaffel |
| Jahr                    | Ort                     | Einzel | Sprint | Verfolgung | Massenstart | Staffel | Mixedstaffel |
| ----------------------- | ----------------------- | ------ | ------ | ---------- | ----------- | ------- | ------------ |
| 2010                    | Vancouver               | 59.    | -      | -          | -           | 15.     |              |
| 2014                    | Sotschi                 | 4.     | 29.    | 4.         | 2.          | 3.      | 2.           |

### Weltmeisterschaften
Ergebnisse bei Biathlon-Weltmeisterschaften:
| Weltmeisterschaften | Weltmeisterschaften               | Einzel | Sprint | Verfolgung | Massenstart | Staffel | Mixedstaffel |
| Jahr                | Ort                               | Einzel | Sprint | Verfolgung | Massenstart | Staffel | Mixedstaffel |
| ------------------- | --------------------------------- | ------ | ------ | ---------- | ----------- | ------- | ------------ |
| 2010                | Chanty-Mansijsk (Mixedstaffel-WM) |        |        |            |             |         | 7.           |
| 2011                | Chanty-Mansijsk                   | 46.    | 24.    | 21.        | -           | 11.     | 11.          |
| 2013                | Nové Město                        | 12.    | 14.    | 20.        | 18.         | 10.     | 3.           |
| 2015                | Kontiolahti                       | 2.     | 18.    | 5.         | 5.          | 7.      | 1.           |
| 2016                | Oslo                              | 5.     | 4.     | 11.        | 4.          | 6.      | 6.           |
| 2017                | Hochfilzen                        | 2.     | 1.     | 3.         | 4.          | 4.      | 7.           |

## Auszeichnungen
- 2017: Sportler des Jahres (Tschechien)[4]